# Kult
Kult ili slavlje jedna je od glavnih značajki svake religije, a predstavlja skup radnji i postupaka koji imaju određeno simboličko značenje.
U kultnom slavlju čovjek susreće prisutnost božanskog, njegovu objavu i svoju mogućnost da mu se približi. Za tu posebnu božansku prisutnost često postoje određena vremena i određeni prostori. Kult je najčešće manja i polutajna organizacija, koja ima dvije karakteristike:
Zasniva svoje učenje na zasebnim "svetim spisima" koji ih razlikuju od svih drugih religija i
ima karizmatičnog osnivača koji je ujedno i nepogrešivi vođa organizacije. 
Kod prirodnih naroda ova prisutnost se odvija u različitim vremenima, koja su odsjaj vječnog, anonimnog povratka vremena i događaja.

## Etimologija
kult lat. (cultus od colere - obrađivati zemlju; štovati, častiti)
- 1.) religiozni obredi, služenje božanstvu;
- 2.) prenes. obožavanje, izvanredno štovanje koje se iskazuje nekoj osobi ili nekom predmetu;

prid. kultni